# Peter Lorot
Peter Lorot ist ein ehemaliger Militär, welcher während des Zweiten Sudanesischen Bürgerkrieges (1983–2005) als Offizier bei der Sudan People’s Liberation Army (SPLA) war. Er sagte sich jedoch 1999 von der SPLA los und führte eine Miliz aus dem Stamm der Didinga mit dem Hauptquartier in Chukudum im Budi County von Eastern Equatoria im Südsudan. In dem daraus folgenden Konflikt wurden viele Menschen vertrieben.

## Bürgerkrieg
1999 gab es extreme Spannungen in Chukudum zwischen den Militärkommandanten aus dem Volk der Dinka und den Didinga vor Ort. Schon lange war es zuvor zu Demütigungen, Missbrauch und Gewalt gekommen, seit die SPLA 1985 Einzug gehalten hatte. Als ein Dinka anstatt von Lorot befördert werden sollte, ermordete er zusammen mit mehreren Unterstützern den Dinka-Offizier und floh in die Büsche.
Im September 2000 wurden Mitarbeiter von Nichtregierungsorganisationen aus dem Gebiet evakuiert, weil es Bedenken gab, dass der Konflikt zwischen Lorots Truppen und der SPLA eskalieren könnte. Im nächsten Monat attackierte Lorot Einheiten der SPLA rund um Chukudum.
Weil die SPLA die Integration von Menschen verschiedener Stämme in die eigenen Einheiten programmatisch durchführte, bestanden die SPLA-Truppen, welche von Lorot attackiert worden waren, aus Didinga und Toposa, anstelle der Dinka gegen welche Lorot kämpfen wollte.
In einem Bericht über die Kämpfe wurde angedeutet, dass Lorot wohl von der Regierung des Sudan unterstützt wurde.
Im Mai 2001 wurde der dänische Pilot eines Rotkreuz-Flugzeugs bei einem Flug in der Region getötet. Das Flugzeug war gezwungen gewesen aus technischen Gründen kurzzeitig auf eine Höhe von 2.000 m (6.600 ft) herunterzugehen und war gerade auf seine ursprüngliche Höhe gestiegen. Ein Sprecher der SPLM sagte aus, die SPLA habe keine Truppen in dem Gebiet und „daher gab er die Schuld direkt der Regierung des Sudan und deren verbündeten Milizen“ („therefore puts the blame squarely on the government of Sudan and its allied militias“), inklusive Lorots Gruppe.
Die Regierung in Khartum hatte ihrerseits die SPLA wegen einer Beteiligung beschuldigt, aber die SPLM verkündete, die Sudan Armed Forces (SAF) kontrollierten die Stadt Kapoeta und seien verantwortlich für den Vorfall, weil sie Lorots Einheiten befehligten.
Laut einem Sprecher der SPLM ereignete sich der Vorfall westlich der Didinga Hills, ca. 65 km südlich von Kapoeta, über einem Gebiet, welches hauptsächlich von pro-Sudanesischen Milizen unter Captain Peter Lorot kontrolliert wurde.
Die Kämpfe mit Lorots Truppen führten zur Flucht von ca. 16.800 Menschen aus Chukudum in nahegelegene Dörfer im Hochland. Die „Chukudum Crisis“ wurde im August 2002 durch eine Friedenskonferenz beigelegt, welche vom New Sudan Council of Churches ausgerichtet worden war. In der Zeit der Auseinandersetzungen wurden Landminen in den Feldern um Chukudum ausgebracht.

## Nach dem Bürgerkrieg
Der Bürgerkrieg endete offiziell in 2005. Im Februar 2006 teilte Brigadier General Aloisio Emor Ojetuk, der Gouverneur von Eastern Equatoria, mit, dass ca. 359 Männer aus Lorots Einheiten sich der SPLA angeschlossen hatten und Training erhielten.
Ein Versuch der SPLA im Juni 2006 Lorots Milizen zu entwaffnen wurde ignoriert und die Gruppe drohte wieder mit Kämpfen zu beginnen.
Im Juli 2006 rief der erste Vizepräsident der Regierung der Nationalen Einheit (Government of National Unity of Sudan) und Präsident des Südlichen Sudan, Salva Kiir Mayardit, zur Einheit im Südsudan auf. Er beschrieb Lorot als einen der Anführer, welcher sich noch nicht entschieden habe, auf welcher Seite er stehen wolle.
Im April 2011 kam es zu erneuten Kämpfen zwischen Lorots Stammesmiliz und Truppen der SPLA. Es kam zu mehreren Toten und massiven Vertreibungen von Zivilisten.